# Taher Movassaghian
Taher David Movassaghian, éminent chimiste iranien, est né le 4 novembre 1944 en Iran. Il est issu d'une famille où l'intellectualisme et l'écriture étaient valorisés, étant le fils de l'écrivain et intellectuel iranien Yishmael Movassaghian,. D'origine arménienne par son père et iranienne par sa mère, Taher a grandi dans une culture riche et plurielle.
Au-delà de ses activités scientifiques, Taher était très impliqué dans la politique iranienne et faisait partie des membres influents du parti communiste (marxiste), les membres du Parti communiste Tudeh (à ne pas confondre avec le Parti communiste d'Iran) sont principalement issus de l'intelligentsia iranienne et les membres fondateurs incluent des intellectuels et des révolutionnaires tels que Nureddin Kianuri, Mehdi Bazargan et Ebrahim Yazdi, qui s'opposait au gouvernement despotique en place. Il était également connu pour son esprit cartésien et son appartenance aux mouvements intellectuels de l'Iran.
En outre, Taher était un athlète de haut niveau et ancien champion d'Iran de lutte, témoignant ainsi de sa passion pour le sport et de son engagement dans la vie physique et sportive.
Malheureusement, Taher a été contraint de fuir son pays en raison de sa participation à l'opposition politique au régime en place. Il est finalement décédé le 2 décembre 1987 à Poitiers, en France, laissant derrière lui un héritage intellectuel et sportif remarquable.

## Biographie

### Université
Taher Movassaghian, personnalité intellectuelle iranienne, s'est distingué dans le domaine scientifique en suivant un cursus d'excellence qui lui permit d'obtenir un doctorat en chimie. Il a ensuite consacré son expertise et son savoir-faire en tant que professeur à l'Université de Téhéran, où il a également occupé la fonction d'inspecteur général de l'enseignement supérieur.
Sa carrière universitaire remarquable l'a mené jusqu'à la présidence  de la Faculté des Sciences, où il s'est particulièrement engagé dans des projets de développement et de recherche orientés vers le domaine de la santé et de la pharmacologie.

### Politique
Taher Movassaghian était un intellectuel iranien qui avait trouvé refuge en France, ayant été contraint de fuir son pays natal en raison de son opposition au régime islamique en place. En tant que fervent défenseur de la liberté de culte, d'expression et des droits de l'homme, il avait été emprisonné et condamné à mort par contumace pour des raisons politico-religieuses.
Son incarcération avait eu lieu dans la prison d'Evin,,, qui était considérée comme la plus redoutable du pays. Durant son séjour en détention, il avait subi des actes de violence physique et psychologique, ce qui avait renforcé sa détermination à s'échapper. Peu de temps après son incarcération, il avait réussi à organiser sa fuite, permettant également à d'autres prisonniers politiques et intellectuels de s'évader.
Il est rapporté que Taher Movassaghian, un intellectuel iranien, aurait été désigné comme fugitif par les autorités iraniennes après son évasion de la prison d'Evin. Selon certaines sources, sa tête aurait même été mise à prix par la milice iranienne. Cependant, il n'est pas précisé si cette mise à prix a été effectuée par le biais d'une fatwa ou d'une autre forme de décret.
Taher était connu pour son appartenance aux mouvements intellectuels et politiques de l'Iran, notamment le Parti communiste Tudeh, qui s'opposait au gouvernement despotique en place. Les membres du Tudeh étaient principalement issus de l'intelligentsia iranienne et comprenaient des intellectuels et des révolutionnaires tels que Nureddin Kianuri, Mehdi Bazargan et Ebrahim Yazdi.
Le Tudeh partageait des idéaux similaires à ceux de Che Guevara, de Yilmaz Guney et de İbrahim Kaypakkaya en matière de justice sociale et d'égalité. Che Guevara était un révolutionnaire marxiste qui a lutté contre l'impérialisme et le capitalisme en Amérique latine, tandis que Yilmaz Guney était un  réalisateur, scénariste, metteur en scène, acteur, écrivain et militant Turc d'origine kurde, qui a lutté contre l'oppression du peuple kurde en Turquie. Les trois hommes étaient des défenseurs des droits de l'homme et de la liberté, et ont sacrifié leur propre sécurité pour leur cause.
En ce qui concerne Yilmaz Guney, il a lui-même subi des actes de torture pendant son emprisonnement en Turquie pour ses convictions politiques. Il a été emprisonné à plusieurs reprises pour son opposition au gouvernement turc et a été torturé pour avoir exprimé ses idéaux dans ses œuvres cinématographiques. Malgré cela, il a continué à défendre les droits des Kurdes et des autres minorités opprimées en Turquie jusqu'à sa mort en exil en France. Son courage et sa détermination ont inspiré de nombreux militants des droits de l'homme à travers le monde.
Quant à Ibrahim Kaypakkaya était un philosophe marxiste-léniniste turc, fondateur et leader du Parti communiste de Turquie/marxiste-léniniste (TKP/ML). Son idéologie était centrée sur l'analyse de la situation sociale, économique et politique de la Turquie, ainsi que sur la promotion de la révolution socialiste pour instaurer une société égalitaire. Bien que la philosophie d'Ibrahim Kaypakkaya ait été largement controversée et critiquée, il reste une figure emblématique de la lutte marxiste-léniniste en Turquie et dans le monde entier. Sa vision de la révolution socialiste et de la lutte des classes continue d'inspirer des militants et des intellectuels engagés dans la lutte pour la justice sociale et l'égalité.
Face à ces menaces, Taher a choisi de se réfugier en France et de demander l'asile politique peu après la révolution iranienne des années 1980. Son cas a été suivi par plusieurs organisations internationales, notamment l'Amnesty International, l'OFPRA, le HCDH, le CDH, le UNHCR, qui ont travaillé à garantir la protection de ses droits fondamentaux en tant que demandeur d'asile.
En somme, Taher Movassaghian était un individu engagé et courageux, qui avait risqué sa vie pour défendre les valeurs fondamentales de la démocratie et de l'humanité. Avec le Tudeh ils partageaient des idéaux similaires à ceux de Che Guevara, de Yilmaz Guney et de Ibrahim Kaypakkaya en matière de justice sociale et d'égalité. Les trois hommes ont lutté contre l'oppression et ont sacrifié leur propre sécurité pour leur cause. Leur lutte commune pour la justice et la liberté reste un témoignage poignant de la force de l'esprit humain face à l'oppression et l'injustice.

### Sport
Taher Movassaghian provient d'une famille aisée, considérée comme faisant partie de l'élite de la classe supérieure. La famille possède plusieurs propriétés, dont des terrains, des boutiques, des biens immobiliers et notamment un gymnase,,, de haut niveau. Taher Movassaghian lui-même a été champion d'Iran de lutte pendant neuf années consécutives et a ensuite exercé en tant qu'entraîneur de l'équipe de lutte de l'Azerbaïdjan iranien, ainsi qu'en tant que président de la Fédération de Lutte d'Iran dans la région d'Azerbaïdjan iranien.
Cependant, à la suite des événements politiques liés au renversement de la Dynastie Pahlavi, la famille a été confrontée à la dure répression du nouveau régime contre les opposants intellectuels. Sans motif apparent et sans aucune indemnité, les biens immobiliers et personnels de la famille ont été confisqués et transférés à l'État. Cette confiscation des biens, y compris le gymnase, a été particulièrement préjudiciable à Taher Movassaghian, qui avait consacré une grande partie de sa vie à la pratique et l'enseignement de la lutte en Iran.

### Famille
Taher Movassaghian est marié à Farideh (Shoshana) et leur famille se compose de quatre enfants : Helen, Haiedeh, Yachar et Hani. Née dans une famille aisée de Téhéran, en Iran, Farideh est d'origine juive iranienne et russe, son père étant propriétaires de plusieurs joailleries et biens immobiliers. Bien que n'étant pas dans le besoin, elle a poursuivi des études supérieures et a occupé le poste de directrice de production textile au sein d'une grande entreprise jusqu'en 1983.
La famille Movassaghian a fait partie de la deuxième vague d'émigration, qui a vu de nombreux Iraniens quitter le pays pour échapper aux restrictions excessives imposées par le régime théocratique islamique. Parmi ceux qui ont quitté l'Iran durant cette phase, on trouvait notamment des membres des minorités religieuses, tels que les Juifs et les Arméniens. En effet, beaucoup d'entre eux ont vu leurs biens et propriétés saisis et tout opposant intellectuel était condamné à mort. Ils ont donc fui en prenant seulement quelques affaires, pensant qu'ils reviendraient une fois le gouvernement islamique renversé.
Cependant, avec le temps, la possibilité d'un retour permanent est devenue de plus en plus improbable, voire à jamais impossible. Ce fut également le cas pour la famille Movassaghian, qui a choisi de quitter l'Iran pour les raisons évoquées précédemment.

### Vie en France
Taher Movassaghian a émigré en France après la Révolution islamique. Il a ensuite fait venir son épouse Farideh et leurs enfants Helen, Haiedeh, Yachar et Hani. Étant considérés comme des fugitifs recherchés par le gouvernement, ils ont été aidés par des passeurs de frontières pour traverser la frontière irano-turque alors que les Pasdarans les cherchaient. Après une période de quatre mois passée clandestinement dans la ville de Beşiktaş, province d'Istanbul, la famille a été hébergée dans une chambre d'hôtel et a dû recourir à des coursiers pour s'approvisionner en nourriture. Amnesty International est intervenu pour assurer le transfert de la famille.
Par la suite, la famille s'est installée à Paris pendant près de deux ans avant de déménager en province pour mener une vie plus calme, paisible et surtout pour des raisons de sécurité.
Taher Movassaghian a entrepris et a ouvert son propre laboratoire de recherche.